# Gonzalo Capellán
Pour les articles homonymes, voir Capellán.
Gonzalo Capellán de Miguel ([ɡonˈθalo kapeˈʎan ðe miˈɣel]), né le 23 janvier 1972 à Haro (province de Logroño), est un universitaire et homme politique espagnol, membre du Parti populaire (PP). Il est président de La Rioja depuis le 29 juin 2023.
Sa vie professionnelle se déroule dans le domaine universitaire. Il est directeur général de la Culture de La Rioja puis député au Parlement régional au cours des années 2000. Entre 2011 et 2014, il est conseiller à l'Éducation de La Rioja.
Après avoir été conseiller à l'éducation de l'ambassade espagnole au Royaume-Uni puis revenu dans le monde académique, il est investi en 2022 chef de file du Parti populaire de La Rioja pour les élections régionales de 2023. Il remporte le scrutin avec la majorité absolue des sièges puis est investi président de la communauté autonome. Il devient président du PP de La Rioja six mois plus tard.

## Vie privée
Gonzalo Capellán de Miguel naît à Haro, dans la province de Logroño, le 23 janvier 1972. Il est le fils de Patricio Capellán, maire de Haro quasiment sans interruption entre 1987 et 2015, mort en 2016 à 78 ans. Il est marié et père d'un enfant.

## Formation et vie professionnelle
Gonzalo Capellán est diplômé d'une licence en philosophie et lettres de l'université de Cantabrie, obtenue en 1995, et d'un doctorat en histoire moderne et contemporaine, qu'il passe avec succès en 1999. Il commence à travailler comme universitaire, d'abord à l'université de Cantabrie, puis à l'université du Pays basque.

## Engagement politique

### Député, puis conseiller de La Rioja
Entre 2003 et 2005, Gonzalo Capellán est directeur général de la Culture du gouvernement de La Rioja. Il est élu en 2007 député au Parlement de La Rioja, un mandat auquel il renonce au bout d'un an pour devenir vice-recteur de l'université de Cantabrie, délégué à la Planification et à l'Organisation. Il passe en 2010 vice-recteur délégué à la Coordination du campus d'excellence.
À la suite des élections régionales du 22 mai 2011, son nom est évoqué pour rejoindre le gouvernement de Cantabrie. C'est cependant au sein du gouvernement de La Rioja, présidé par Pedro Sanz, que Gonzalo Capellán est nommé le 28 juin 2011, à 39 ans, comme conseiller à l'Éducation, à la Culture et au Tourisme,.

### Retrait de la politique
Après que le ministre de l'Éducation, de la Culture et des Sports, José Ignacio Wert, l'a nommé à la tête du département de l'Éducation de l'ambassade au Royaume-Uni à compter du 1er décembre 2014, Gonzalo Capellán est contraint de présenter sa démission à Pedro Sanz le 16 novembre. Il cède formellement ses fonctions dès le lendemain à Abel Bayo, qui était jusqu'à présent son directeur général de l'Éducation. D'après le journal régional La Rioja, en raison de son profil atypique d'universitaire, de son patronyme connu dans la région et le parti, du fait qu'il dirige un département important et qu'il fasse partie du cercle rapproché de Pedro Sanz, il était perçu au sein du Parti populaire comme un successeur potentiel du président en poste.
Il quitte ses fonctions auprès de la diplomatie espagnole au bout de six ans, et revient en Espagne, intégrant les effectifs de l'université de La Rioja. Il est promu, en février 2022, au grade de professeur des universités en histoire contemporaine, rattaché à la faculté des sciences humaines de l'université.

### Candidat à la présidence de La Rioja
En juillet, le journal régional NueveCuatroUno évoque la possibilité d'une candidature de Gonzalo Capellán comme chef de file électoral du Parti populaire de La Rioja (PPLR) aux élections régionales du 28 mai 2023, bien qu'Alberto Bretón et Alfonso Domínguez aient fait part de leur disponibilité. Le vice-secrétaire général à l'Organisation territoriale du PP, Miguel Tellado, se réunit d'ailleurs avec lui — ainsi qu'avec Bretón et Domínguez — au cours de cette période.
À la fin du mois de septembre, le journal El Día de La Rioja confirme que son nom circule au sein de la direction nationale tandis que NueveCuatroUno présente ce choix comme une certitude
. Peu après, plusieurs figures du parti évoquent leur soutien : les députés régionaux Alfonso Domínguez et Carlos Cuevas, le porte-parole du groupe des élus au conseil municipal de Logroño, Conrado Escobar, ou encore le député national, Javier Merino.
Lors d'une réunion le 13 octobre 2022, le comité exécutif régional du PPLR, sur proposition de son président, José Ignacio Ceniceros, propose à l'unanimité l'investiture de Gonzalo Capellán comme chef de file électoral, après quoi Ceniceros démissionne tandis qu'Alberto Bretón n'assiste pas à la session. Une semaine plus tard, Alberto Galiana, lui aussi ex-conseiller à l'Éducation, devient président du PPLR et renouvelle le soutien du parti à la candidature de Gonzalo Capellán. En réaction à ces deux désignations, Alberto Bretón quitte en janvier 2023 le Parti populaire, une décision que Gonzalo Capellán qualifie de « responsable » mais qui « n'intéresse pas les gens ».

### Président de La Rioja

#### Victoire aux élections régionales
Lors des élections régionales du 28 mai 2023, le Parti populaire remporte la majorité absolue des sièges au Parlement. Recueillant 20 000 voix de plus qu'en 2019, il totalise 17 députés sur 33 et 45,4 % des voix. Ce résultat garantit l'investiture de Gonzalo Capellán sans devoir conclure d'accord préalable avec une autre force politique. Quatre jours plus tard, il annonce devant le comité directeur régional du PP — auquel assiste la secrétaire générale, Cuca Gamarra — qu'il supprimera le département de l'Égalité, de la Participation et de l'Agenda 2030 lors de la formation de son gouvernement. Le 9 juin, alors qu'il participe aux commémorations de la fête régionale à San Millán de la Cogolla, il affirme que l'organisation et la composition de son exécutif sont complètement définies, et qu'il travaille désormais à l'attribution des postes de hauts fonctionnaires.

#### Investiture
La nouvelle présidente du Parlement, Marta Fernández, annonce le 23 juin 2023 qu'elle propose la candidature de Gonzalo Capellán à la présidence de la communauté autonome. Elle convoque en conséquence le débat d'investiture pour les 27 et 28 juin suivants. Dans sa déclaration de politique générale, très exhaustive, il dévoile le 27 juin sa volonté de faire de La Rioja « la communauté autonome avec la plus faible fiscalité d'Espagne », défend la liberté de choix de l'établissement scolaire par les parents, revendique la promotion de l'espagnol, s'engage contre l'exode rural, et appelle l'État à autoriser la chasse au loup pour protéger le monde agricole et à connecter le territoire à la grande vitesse ferroviaire.
Il obtient, le lendemain, la confiance du Parlement par 17 voix pour et 16 voix contre, le Parti socialiste, Vox et Unidas Podemos ayant voté contre lui. Le soir de son investiture, il rencontre sa prédécesseure Concha Andreu, qui gère les affaires courantes, et celle-ci lui remet un document résumant une dizaine de dossiers majeurs pour l'avenir de la communauté autonome. Il prête serment lors d'une séance parlementaire extraordinaire le 30 juin, organisée au monastère de Yuso, à San Millán de la Cogolla. Il présente la composition de son gouvernement le lendemain, qui entre en fonction le 2 juillet.

#### Président du PP de La Rioja
Le comité directeur régional du Parti populaire de La Rioja (PPLR) décide le 23 octobre 2023 de convoquer le XVIIe congrès régional le 25 novembre suivant, six ans après le dernier et alors que le PPLR a connu plusieurs crises internes depuis. À la suite de la réunion du comité directeur, Gonzalo Capellán annonce sa candidature à la présidence régionale du parti, aux côtés de la secrétaire générale nationale, Cuca Gamarra.
Il enregistre formellement sa candidature à la date limite, le 3 novembre, en présentant 90 parrainages de militants, soit le minimum requis, dont ceux de ses prédécesseurs issus du PP, Pedro Sanz et José Ignacio Ceniceros, Cuca Gamarra, ou encore le maire de Logroño, Conrado Escobar. Il est l'unique militant à postuler à la présidence régionale du PP. Cette candidature unique, consécutive à une victoire nette aux élections régionales et municipales, contribue à donner au XVIIe congrès une image d'unité, alors que le conclave de 2017 avait été marqué par une forte division interne.
Le 25 novembre, il est donc élu président régional du Parti populaire par 587 votes favorables, 4 votes blancs et 5 votes nuls, soit 98,4 % des suffrages exprimés, à l'occasion du congrès réuni à Albelda de Iregua en présence d'Alberto Núñez Feijóo. Au sein du comité exécutif régional qu'il forme siègent les six conseillers de son gouvernement appartenant au PP, son prédécesseur Alberto Galiana étant intégré sur le quota des cinq désignations discrétionnaires réservées au président du parti.